# Museet för drottning Kristinas kröningsekipage

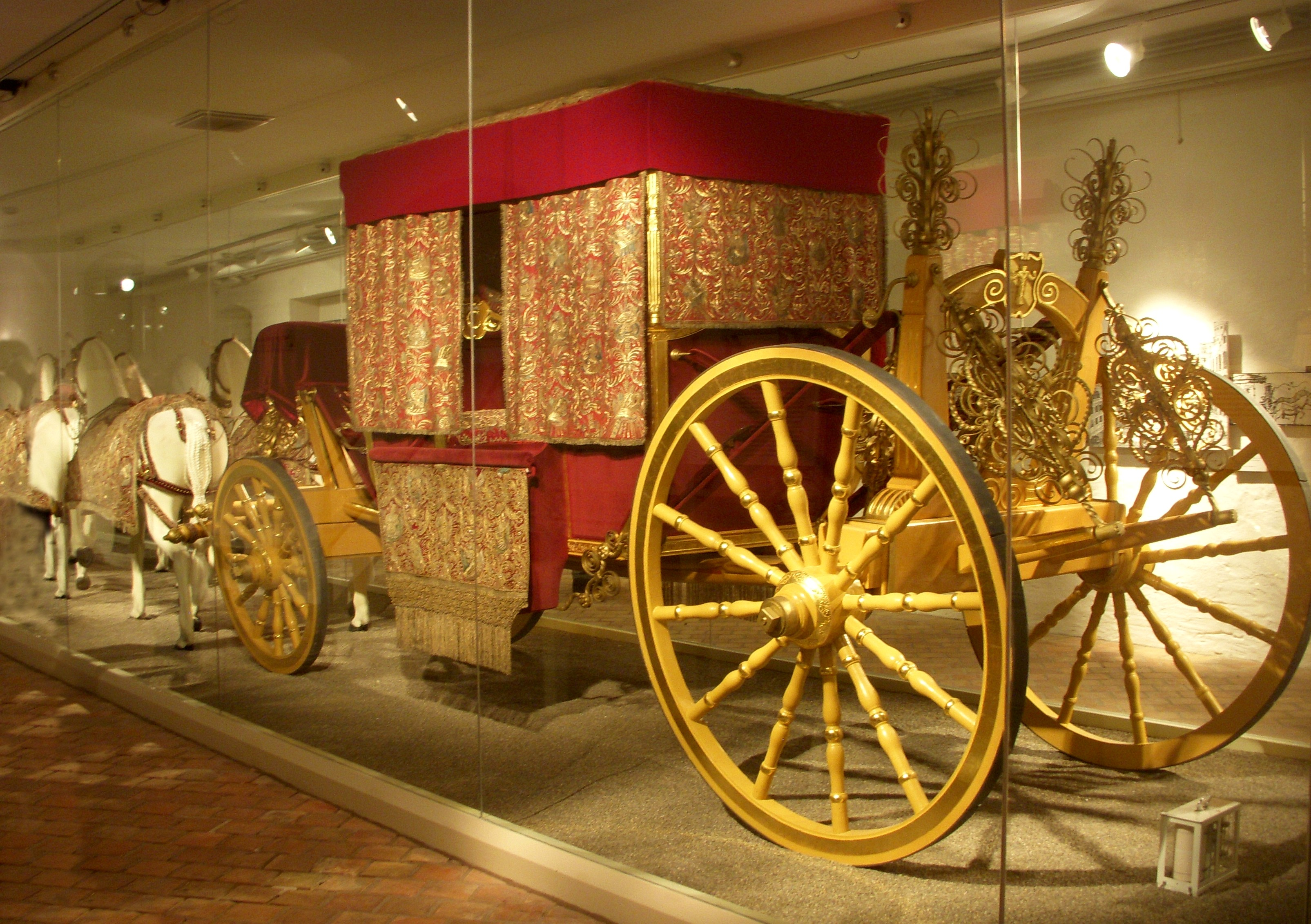
Drottning Kristinas kröningsekipage.

Museet för drottning Kristinas kröningsekipage är ett museum i stallbyggnaden på Ulriksdals slottsområde, Solna kommun. Museet visar bland annat den rekonstruerade kröningskarossen från drottning Kristinas kröning den 20 oktober 1650. Stallet med kröningsvagnen är öppet vid bokade gruppbesök. 

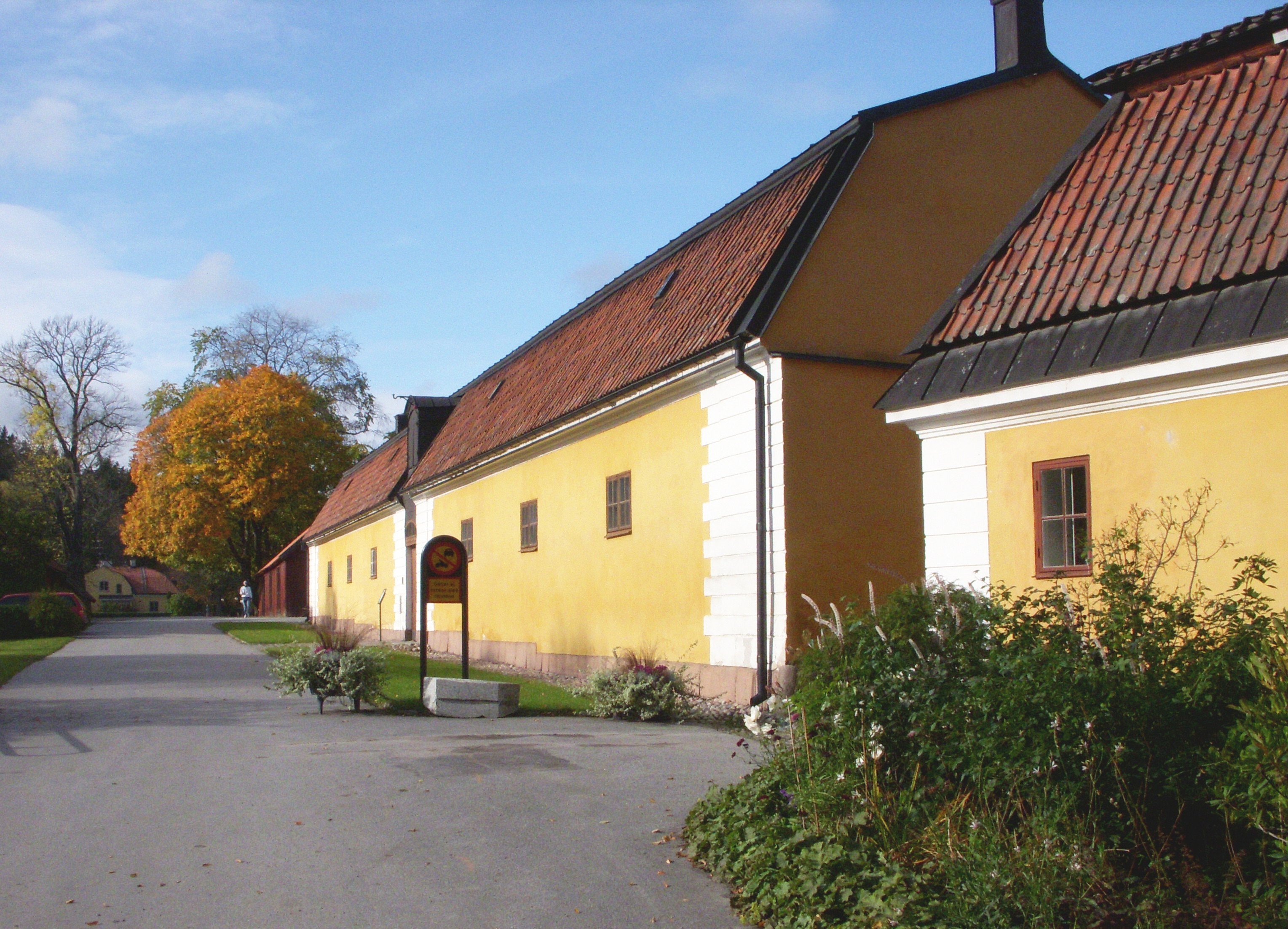
Museibyggnaden.

Drottning Kristinas kröningsfärd från dåvarande Jacobsdals slott var en av de mest påkostade och uppmärksammade kröningar i svensk historia. Det sägs att processionen var så lång att när den första vagnen nådde Stockholm hade den sista ännu inte lämnat Jacobsdal.
Den ursprungliga karossen var en gåva till drottningen från kronprinsen Karl Gustav. Själva karossen har förkommit men sedan 1600-talet förvarades de praktfulla vagnstextilierna i Livrustkammaren. På 1980-talet påbörjades en rekonstruktion av kröningsekipaget. Underredet är en typrekonstruktion på vilket originaltextilierna monterades. Resultatet blev att hela ekipaget med ett sexspann vita hästar framför karossen kunde visas för första gången sedan 1600-talet, bland annat på Royal Academy of Arts i London 1989.
Stallbyggnaden där museet är inrymd härrör från 1760-talet och är ritad av Carl Fredrik Adelcrantz, men delar av själva stallfyrkanten har funnits på samma plats sedan slutet av 1600-talet. Stallgården är sedan 1935 ett statligt byggnadsminne.